# Rotemse Molen
De Rotemse Molen is een watermolen op de Velpe, gelegen aan de Gidsenstraat 24 te Rotem, een gehucht van Halen. Deze onderslagmolen fungeerde als korenmolen.

## Geschiedenis
De molen werd gebouwd in opdracht van de zusters van de Abdij van Mariënrode, vermoedelijk kort na 1422. Onderzoek toonde aan dat de oorspronkelijke molen vernield was en dat de oudste delen van de huidige molen uit 1646 stammen. Er werd tot 1715 aan gebouwd. In 1777 werd een nieuwe zuidgevel gebouwd.
In 1924 werd een toren tegen de molen gebouwd die tot zomerverblijf van de eigenaar zou dienen. Zijn zoon ging er permanent wonen en bouwde er een vleugel aan.
Het bedrijf werd voortgezet tot 1961, toen de as van het rad brak. De inrichting bleef gehandhaafd en in 2005 werd de molen en zijn omgeving beschermd als monument respectievelijk dorpsgezicht. In 2009 werd een vistrap bij de molen aangelegd. Bij deze gelegenheid werd het molenrad verwijderd.

## Gebouw
Het bakstenen molenhuis is nog origineel. Op verschillende plaatsen is er ijzerzandsteen in verwerkt. Het gaande werk is nog intact. Een balk draagt het jaartal 1760. Het overbrengingsmechanisme is uniek, daar de technologie van de windmolen werd toegepast: Het maalwerk wordt van boven aangedreven, wat bij watermolens ongebruikelijk is.
Het torenachtig bouwsel is 20e-eeuws. Het dienstgebouw aan de overzijde van de straat bestaat uit versteende vakwerkbouw.
- Inventaris van het Bouwkundig Erfgoed (Vlaanderen): 21794